# 601
601（六百一、ろっぴゃくいち）は自然数、また整数において、600の次で602の前の数である。

## 性質
- 601は110番目の素数である。1つ前は599、次は607。
  - 約数の和は602。
- (599, 601) は27番目の双子素数である。1つ前は(569, 571)、次は(617, 619)。
- 60…01 の形の最小の素数である。次は600000001。ただし挟まれた数は無くてもいいとすると最小は61。(オンライン整数列大辞典の数列 A177132)
- 16番目の中心つき五角数である。1つ前は526、次は681。
- 601 = 240 + 241 + 242
  - 24の累乗和とみたとき1つ前は25、次は14425。(オンライン整数列大辞典の数列 A218727)
    - 601 = 243 − 1/24 − 1 = 253 + 1/25 + 1

  - a = 24 のときの a0 + a1 + a2 の値とみたとき1つ前は553、次は651。
    - a0 + a1 + a2 で表せる13番目の素数である。1つ前は463、次は757。
- 601 = 54 − 52 + 50
  - n = 5 のときの n4 − n2 + 1 の値とみたとき1つ前は241、次は1261。(オンライン整数列大辞典の数列 A060886)
  - 601 = 56 + 1/52 +1
- 各位の和が7になる34番目の数である。1つ前は520、次は610。
  - 各位の和が7になる数で素数になる10番目の数である。1つ前は421、次は1033。(オンライン整数列大辞典の数列 A062337)
- 601 = 100 × 6 + 1
  - n = 6 のときの 100n + 1 の値とみたとき1つ前は501、次は701。(オンライン整数列大辞典の数列 A158128)
    - 100n + 1 で表せる3番目の素数である。1つ前は401、次は701。(オンライン整数列大辞典の数列 A062800)
- 601 = 52 + 242
  - 異なる2つの平方数の和で表せる179番目の数である。1つ前は596、次は605。(オンライン整数列大辞典の数列 A004431)
- 601 = 32 + 42 + 242 = 42 + 122 + 212 = 62 + 62 + 232 = 62 + 92 + 222 = 92 + 142 + 182
  - 3つの平方数の和5通りで表せる33番目の数である。1つ前は590、次は611。(オンライン整数列大辞典の数列 A025325)
  - 601 = 32 + 42 + 242 = 42 + 122 + 212 = 62 + 92 + 222 = 92 + 142 + 182
    - 異なる3つの平方数の和4通りで表せる49番目の数である。1つ前は589、次は609。(オンライン整数列大辞典の数列 A025342)
- 601 = 23 + 53 + 53 + 73
  - 4つの正の数の立方数の和で表せる159番目の数である。1つ前は596、次は604。(オンライン整数列大辞典の数列 A003327)

## その他601に関連すること
- 西暦601年
- 西武601系電車はかつて西武鉄道で使用されていた通勤形電車の一系列で、同社初のカルダン駆動車である。
- 阪神601形電車はかつて阪神電気鉄道で使用されていた通勤形電車の一形式。
- RISCプロセッサのPowerPC 601のモデルナンバー、通称。
- 6号向島線でIC番号601は箱崎出入口 (東京都)である。